# Lamproteucha
Lamproteucha é um gênero de mariposa pertencente à família Acrolepiidae.